# Gurage (zone)
Pour les articles homonymes, voir Gurage.
La zone Gurage (ou Guraghe[réf. souhaitée]), et récemment la zone Est Gurage, sont des zones de la région Éthiopie du Centre. La zone Gurage a 1 279 646 habitants en 2007 et ses plus grandes villes sont Butajira et Welkite.

## Géographie
Limitrophes de la région Oromia à l'extrémité nord de l'ancienne région des nations, nationalités et peuples du Sud puis de la région Éthiopie du Centre, les zones Gurage et Est Gurage se trouvent 100 à 150 km au sud d'Addis-Abeba.
En partie dans les hauts plateaux éthiopiens, en partie dans la vallée du Grand Rift, elles se partagent entre le bassin versant de l'Omo par la rivière Wabe et celui du lac Ziway par la rivière Meki.
Leur point culminant est le Mont Gurage à la limite de la région Oromia[à vérifier].
Leur territoire, autrefois couvert de forêts, est propice à la culture du caféier et du bananier d'Abyssinie. Les plantations d'eucalyptus compensent en partie la déforestation et l'érosion des sols[réf. souhaitée].
La route d'Addis-Abeba à Jimma dessert Welkite et la pointe nord-ouest de la zone Gurage tandis que la route d'Addis-Abeba à Arba Minch dessert Butajira et la zone Est Gurage.
De plus, Butajira n'est qu'à une cinquantaine de kilomètres de Ziway dans la vallée du Grand Rift où passe la route A7 Mojo-Shashamané.

## Histoire
Le site archéologique de Tiya, célèbre pour ses champs de stèles datant du Xe au XVe siècle, est inscrit sur la liste du patrimoine mondial en 1980.
La zone Gurage de la région des nations, nationalités et peuples du Sud est instituée lors de la réorganisation du pays en régions, en 1995. Elle porte le nom des Gouragués dont c'est la région d'origine et reprend une partie de l'awraja Cheba et Gurage de la province du Choa.
Son territoire initial englobe la zone Silt'e qui se détache de Gurage en application d'un référendum tenu en avril 2001[réf. souhaitée].
Avec la disparition de la région des nations, nationalités et peuples du Sud en août 2023, la zone Gurage se rattache à la région Éthiopie du Centre. Elle se subdivise finalement en deux zones administratives et deux woredas spéciaux.

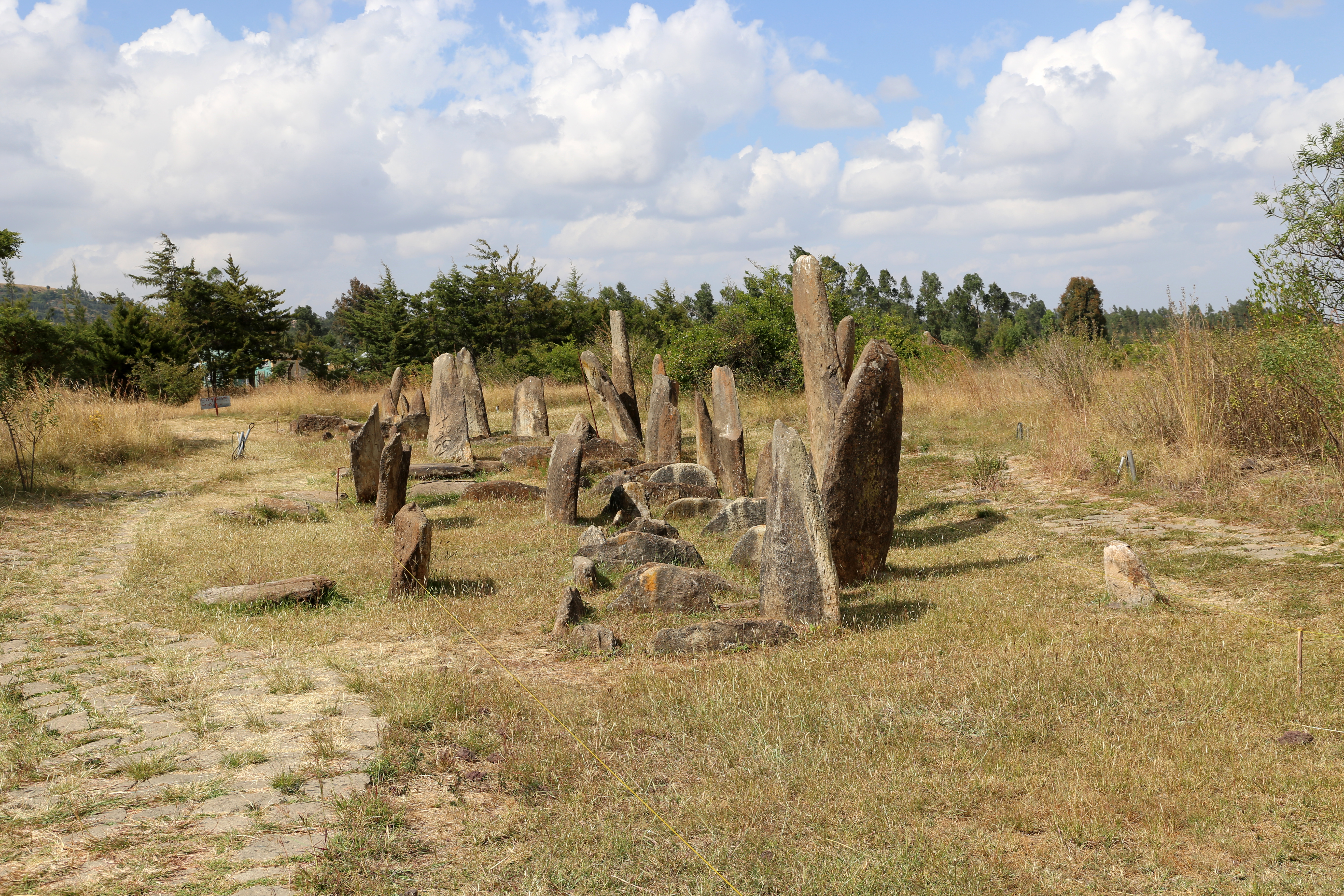
Groupe de stèles à Tiya.
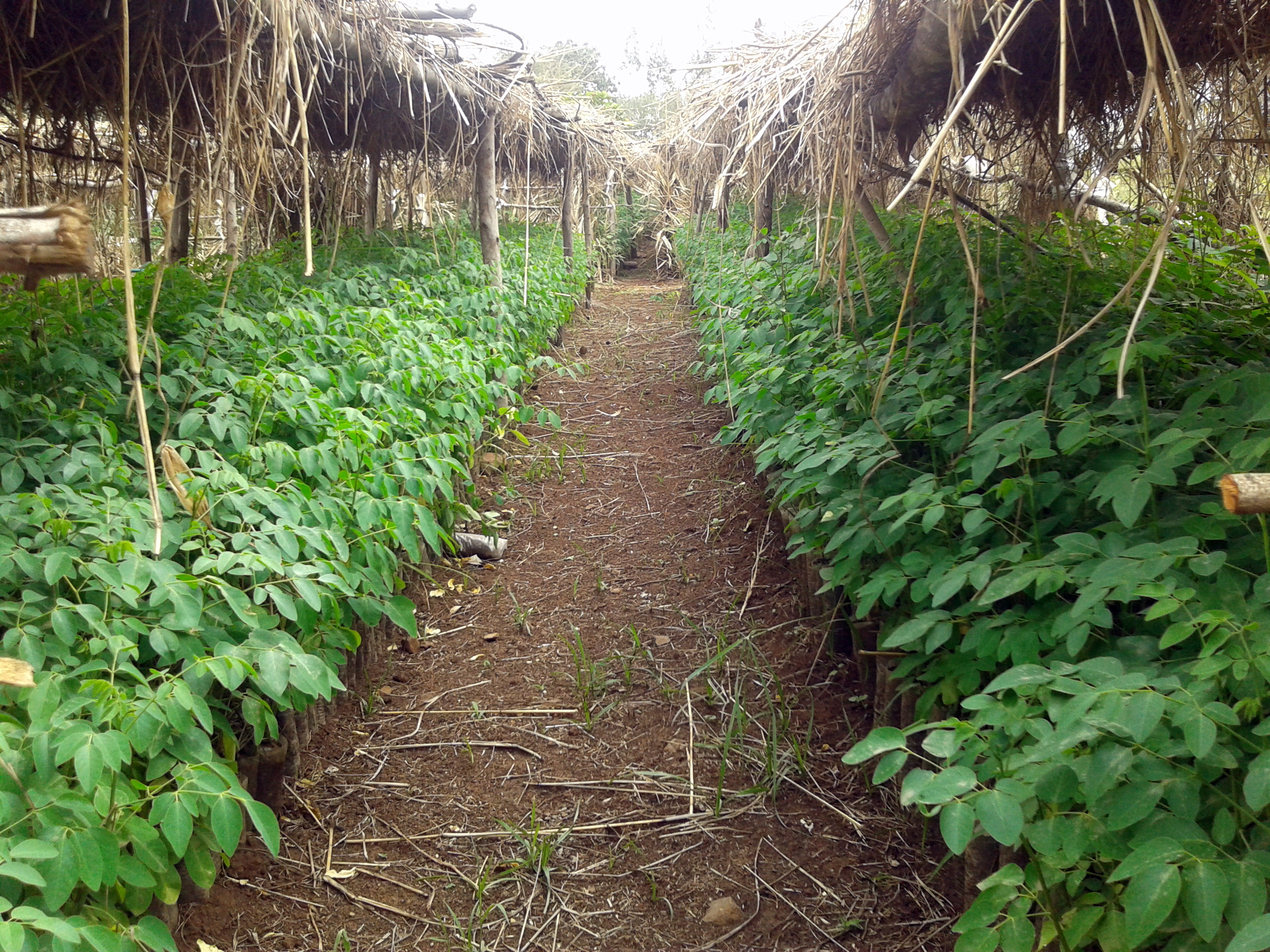
Pépinière de Moringa stenopetala dans la zone Gurage.
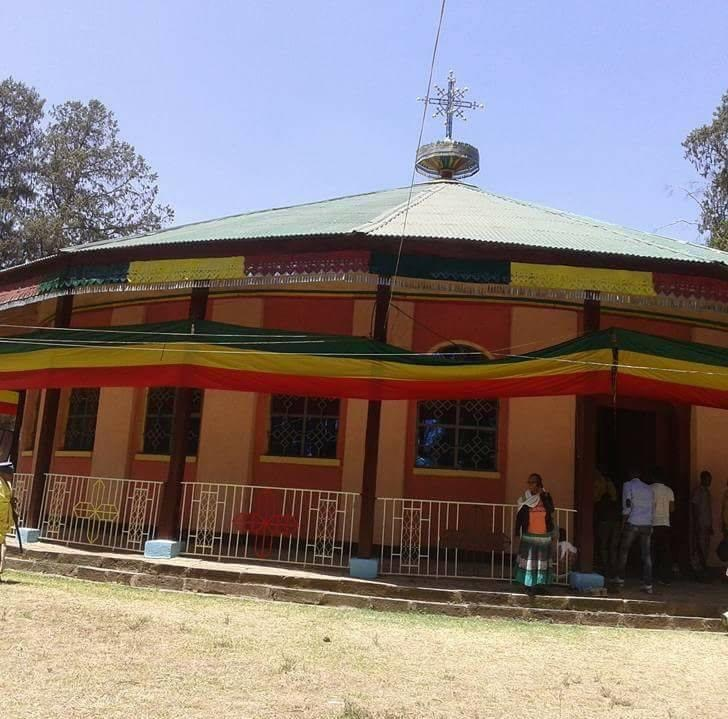
Medre Kebd Abo, monastère orthodoxe dans le woreda Soddo.

## Woredas
Au début des années 2000, la zone Gurage de la région des nations, nationalités et peuples du Sud se compose des woredas Akililna Mohr, Alicho Woriro, Cheha, Dalocha, Endagagn, Enemorina Eaner, Ezha, Goro, Gumer, Kokir Gedbano Gutazer, Lanfero, Meskanena Mareko, Selti et Sodo.
La zone perd du territoire au détachement d'Alicho Woriro, Dalocha, Lanfro et Selti vers la zone Silt'e avant 2007.
Les woredas restants évoluent ensuite principalement par subdivision, la zone Gurage atteignant ainsi quinze woredas au recensement national de 2007, :
- Abeshge[9] ;
- Butajira[10] ;
- Cheha ;
- Endegagn ;
- Enemor Ener ;
- Ezha ;
- Geta[11] ;
- Gumer ;
- Kebena[9] ;
- Kokir Gedbano ;
- Mareko[10] ;
- Meskan[10] ;
- Muhor Na Aklil ;
- Welkite[9] ;
- Soddo.

La zone conserve son unité et sa composition jusqu'à la fin des années 2010. Cinq nouveaux woredas apparaissent au début des années 2020 : la ville-woreda d'Endibir (détachée de Cheha), le woreda Enor Ener (détaché d'Enemor Ener), le woreda Misrak Meskan (détaché de Meskan), la ville-woreda de Bui et le wodeda Debub Soddo (détachés de Soddo),.
À la suite de son rattachement à la région Éthiopie du Centre en 2023, la zone se partage finalement en quatre entités. À l'ouest, la zone Gurage conserve les woredas Abeshge, Cheha, Endegagn, Endibir, Enemor Ener, Enor Ener, Ezha, Geta, Gumer, Kokir Gedbano, Muhor Na Aklil et Welkite tandis que Kebena devient un woreda spécial directement rattaché à la région. À l'est, Mareko devient un woreda spécial tandis qu'une nouvelle zone regroupe les woredas Bui, Butajira, Debub Soddo, Meskan, Misrak Meskan et Soddo sous le nom d'Est Gurage.

## Démographie
D'après le recensement national de 2007 réalisé par l'Agence centrale de la statistique (Éthiopie), la zone Gurage compte 1 279 646 habitants et 9 % de la population est urbaine.
La majorité des habitants (81 %) a pour langue maternelle une des langues gouragué, l'amharique est la langue maternelle pour 6 % des habitants, le mareko pour 4 %, le qebena pour plus de 3 %, le silt'e pour 3 %, l'oromo pour 1 %, le kambatta pour près de 1 % et le hadiyya pour moins de 1 %.
La moité des habitants (51 %) sont musulmans, 42 % sont orthodoxes et 6 % sont protestants.
La principale ville de la zone est Butajira avec 33 406 habitants en 2007, suivie par Welkite avec 28 866 habitants et Enseno avec 11 388 habitants.
| Woreda         | Population 2007 | Agglomérations,        |
| -------------- | --------------- | ---------------------- |
| Abeshge        | 61 424          |                        |
| Butajira       | 33 406          | Butajira               |
| Cheha          | 115 951         | Endibir, Gubire        |
| Endegagn       | 49 171          | Dinkela                |
| Enemor Ener    | 167 770         | Gunchire, Kose         |
| Ezha           | 84 905          | Agena                  |
| Geta           | 69 455          |                        |
| Gumer          | 80 178          | Arekit                 |
| Kebena         | 52 379          |                        |
| Kokir Gedbano  | 93 408          | Mehal Amba, Anige      |
| Mareko         | 64 512          | Koshe                  |
| Meskan         | 155 782         | Enseno                 |
| Muhor Na Aklil | 87 756          | Hawariyat              |
| Soddo          | 134 683         | Bui, Kela, Tiya, Suten |
| Welkite        | 28 866          | Welkite                |

En 2022, la population est estimée sur le même périmètre à 1 830 671 personnes avec une densité de population de 311 personnes par km2 et 5 893 km2 de superficie.